# 러시아 민족통일주의
러시아 민족통일주의는 러시아의 전신인 구 러시아 제국과 구소련의 옛 영토에 대한 통일주의적 주장이다. 러시아 민족통일주의는 러시아 국경 밖 러시아인의 통합을 추구한다. 이념적 전제는 러시아 내·외부의 민족주의 및 종교적 민족주의, 그리고 러시아 정교회 소속 러시아인을 세계 역사에서 독특한 문화 운동으로 보는 정치 활동가들과 밀접한 연관이 있다.
크림반도의 병합은 민족통일주의적 행보의 한 예이자, 언론에서는 제2차 세계대전의 발발로 이어진 독일 국민주의를 통한 영토 확장과 비교되기도 한다. 러시아 민족통일주의자들은 발트해 연안 국가나 카자흐스탄 북부 및 우크라이나 동부의 러시아인 다수 지역과 같은 러시아 외부 영토의 주권을 주장한다. 이는 러시아의 영토 민족주의에 따른 전면전으로 이어졌다.

## 역사

### 러시아 제국
대략 16세기부터 20세기까지 러시아 제국은 팽창주의 정책을 펼쳤다. 아르메니아 기독교인들을 차르의 보호 아래 두도록 하기 위해 1877년에 코카서스에서 오스만 제국의 일부를 정복한 것은, 민족통일주의적 정당성이 있는 극히 드문 예시다.

### 구소련

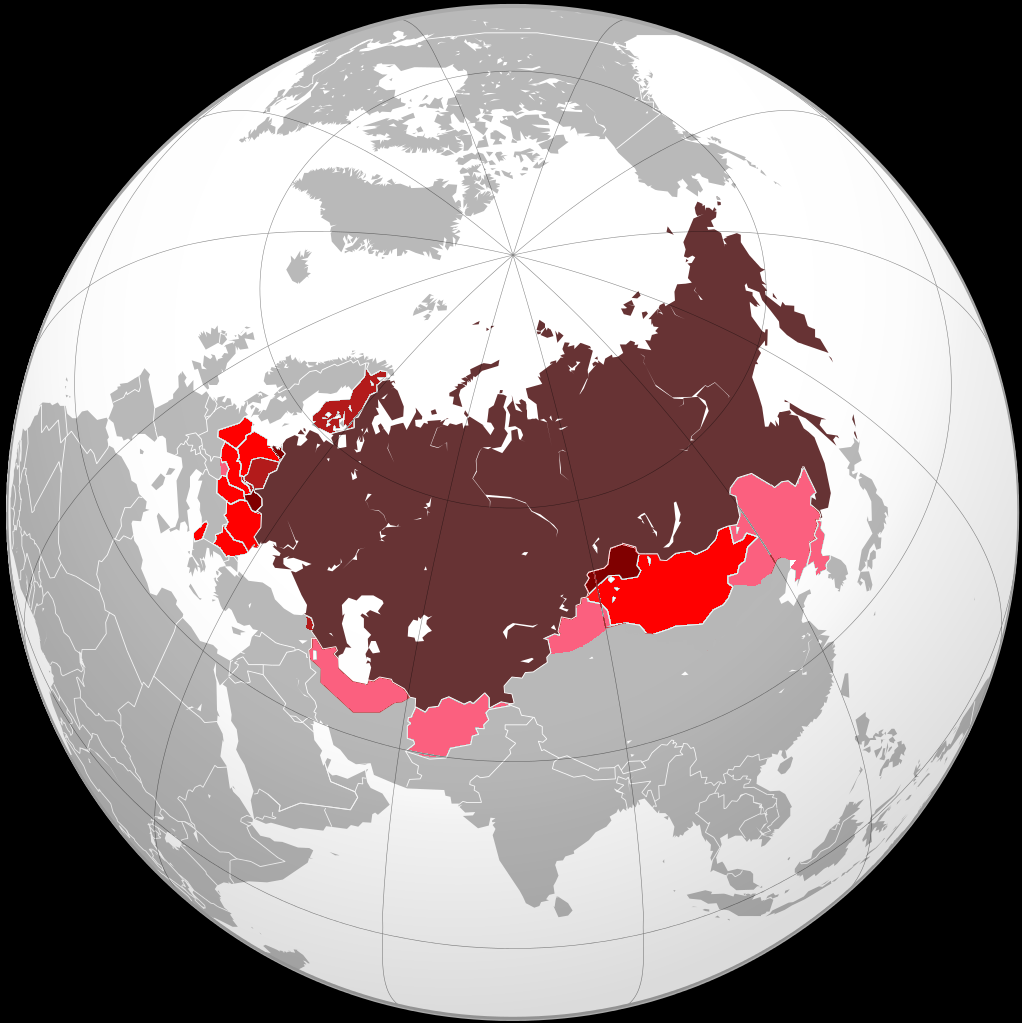
대러시아 및 해외의 정사도법:
1945년 소련
러시아 제국의 일부가 아니었던 소비에트 영토: 투바, 동부 프로이센, 자카르파탸, 서우크라이나, 쿠릴 열도 남부
러시아 제국의 추가 병합/점령 영토: 핀란드 및 폴란드
1955년 소련의 해외 최대 영토: 바르샤바 조약 기구, 몽골 및 북한
1867년 알래스카 매각 이후 러시아 제국의 영향력 최대 범위(북부 이란, 신장, 만주)

1991년 소련이 붕괴된 후 러시아 이외의 근린국에 거주하는 러시아인 2,500만 명이 있었으나, 러시아 연방은 영토 확장 또는 친족 민족주의 계획을 포기한 것으로 생각되었다. 스티븐 M. 사이드먼과 R. 윌리엄 아이레스는 러시아가 민족통일주의자들의 정당화에도 불구하고 1990년대에는 그러한 정책을 피했다고 주장한다. 민족통일주의를 꺼린 요인 중 하나는 러시아 영토 내의 권력과 경제를 통합하려는 지배적 이해 관계에 집중하는 것이었다. 더욱이 유권자들에게 인기 있을 안정적인 민족통일주의 정책이란 없었고, 이러한 사상을 앞세운 정치인들은 선거에서 좋은 성과를 거두지 못했다. 러시아 민족주의 정치인들은 연방 외부의 러시아인이 거둘 이익보다는 내부 위협(즉, "외부인")에 초점을 맞추는 경향이 있었다. 2014년 크림반도 병합은 오늘날 러시아가 통일주의를 고수하고 있음을 증명한다는 주장이 제기되어 왔다. 크림 반도에서 발생한 사건 이후, 트란스니스트리아 당국은 러시아에 자국을 합병해 줄 것을 요청했다.
크림 반도의 합병은 러시아 민족주의  새로운 물결을 불러일으켰고, 러시아 극우 운동가들은 미승인국인 노보로시야를 포함한 더 넓은 땅을 우크라이나에서 떼어 와 합병하려는 열망이 있었다. 분석가 블라디미르 소코르는 크림반도 병합 직후 러시아 대통령 블라디미르 푸틴의 연설은 사실상 "대러시아 민족통일주의 선언"이라고 주장했다. 2014년 초 러시아에 대한 국제 제재가 부과된 지 1년도 안 되어 "노보로시야" 프로젝트가 중단되었다. 2015년 1월 1일 창립 지도부는 프로젝트가 보류되었다고 발표했으며, 5월 20일 프로젝트 동결을 선언했다. 2022년 2월 21일 푸틴은 도네츠크와 루한스크에서 친러시아 분리주의자들의 독립과 우크라이나의 돈바스 지역에 대한 그들의 민족통일주의적 주장을 인정하고, 러시아 군대를 우크라이나에 파견했다. 2월 24일, 러시아는 공식적으로 우크라이나를 침공했다. 이는 우크라이나에 대한 러시아 민족통일주의의 연장선으로 보였다. 우크라이나 전쟁 중 푸틴의 통일주의와 보스니아 전쟁 중 슬로보다 밀로셰비치의 통일주의 사이에 유사점이 생겼다.
2022년 3월 27일 루간스크의 지도자 레오니트 파세치니크는 루간스크 인민공화국이 가까운 장래에 러시아에 합병되는 것에 관한 국민투표를 실시할 수 있다고 말했다. 3월 29일 자칭 도네츠크 인민공화국의 지도자 데니스 푸실린도 비슷한 이야기를 꺼냈다.
2022년 3월 30일, 남오세티야 대통령 아나톨리 비빌로프는 가까운 시일 내에 러시아 연방에 합병되기 위한 법적 절차를 진행할 의사를 밝혔다.
일부 러시아 민족주의자들은 발트해 연안 국가들과 같은 "근린" 지역 일부를 합병하려 하지만, 일부는 이러한 합병의 열망이 카자흐스탄 북부로까지 확대되는 것을 두려워하기도 한다.
러시아를 보고, 뉴스 네트워크 《알자지라》는 샌프란시스코 대학 학자인 스티븐 준스의 말을 인용하여 다음과 같이 말했다. "지극히 짧은 기간 내의 물리적 파괴와 사망자의 수준은 최근 수십년 동안 더 심각하다. 이로 인해, 이번 침공의 민족통일주의적 목표와 결합되어, 우크라이나에 대한 러시아의 전쟁은 국제 사회에서 특히 비난받을 만하다."

## 같이 보기
- 라시즘
- 러시아 민족주의
- 러시아화
- 러시아의 영토 확장

### 자료
- Saideman, Stephen M.; Ayres, William R. (2008), 《For Kin Or Country: Xenophobia, Nationalism, and War》, Columbia University Press

### 더 읽어보기
- Suslov, Mikhail (July 2017), “"Russian World": Russia's Policy towards its Diaspora” (PDF), 《Russie Nei Visions》 (103), 2023년 10월 30일에 원본 문서 (PDF)에서 보존된 문서, 2022년 4월 25일에 확인함